# Tölzer Knabenchor
Le Tölzer Knabenchor (en français : Chœur de garçons de Tölz) est un chœur de garçons de Munich, qui a été fondé en 1956 à Bad Tölz en Haute-Bavière par Gerhard Schmidt-Gaden.

## Historique
Le chœur de garçons de Tölz a été fondé en 1956 à Bad Tölz par le chef de chœur et le pédagogue Gerhard Schmidt-Gaden, qui était alors âgé de 19 ans.
Dès cette année-là, il a été invité à un concert radiophonique. En 1957 a eu lieu la première tournée de concerts au Sud Tyrol et à Trente; en 1960, il a effectué un voyage au Luxembourg, en France, en Angleterre et en Belgique. Carl Orff a commencé en 1963 à venir comme chef invité et a enregistré avec le chœur sa Orff-Schulwerk.  
À partir des années 1960, le chœur ou certains de ses solistes sont intervenus lors d'interprétations d'opéras. En 1964 pour la première fois des chanteurs du Tölzer Knabenchor ont participé à une exécution  de La Flûte enchantée. En 1973 le chœur a reçu  le prix discographique allemand Deutscher Schallplattenpreis pour son interprétation de l'Oratorio de Noël de Johann Sebastian Bach.
En 1984 et 1986, il a fait des tournées à Chicago, en Chine et au Japon. Dès lors il est devenu un chœur mondialement connu. Au Japon, les petits chanteurs de Tölz ont été baptisés les « anges de la Bavière » et, entre autres choses, ont fait l'objet de mangas.
Le Tölzer Knabenchor a effectué des tournées de concerts dans tout le monde, par exemple au Japon, la République populaire de Chine, Israël, Pologne et les États-Unis. Il a chanté dans de nombreux festivals, entre autres le Festival de Bayreuth, les
Berliner Festwochen, le Festival de Bregenz, celui de Halle et le Festival Heinrich Schütz à Cassel, le festival des châteaux de Ludwigsburg, les festivals de l'opéra de Munich, le Festival de Salzbourg, le festival de musique de Schleswig-Holstein, celui de Schwetzinger et les Semaines Musicales de Vienne.
Les diverses prestations ont conduit le chœur et ses solistes dans les villes du monde entier, dont: Berlin, Cologne, Hambourg, Lucerne, Vienne, Salzbourg, Paris, Bruxelles, Varsovie, Rome, Venise, Madrid, Chicago, New York, Mexico, São Paulo, Shanghai et Tokyo.

## Formation du chœur

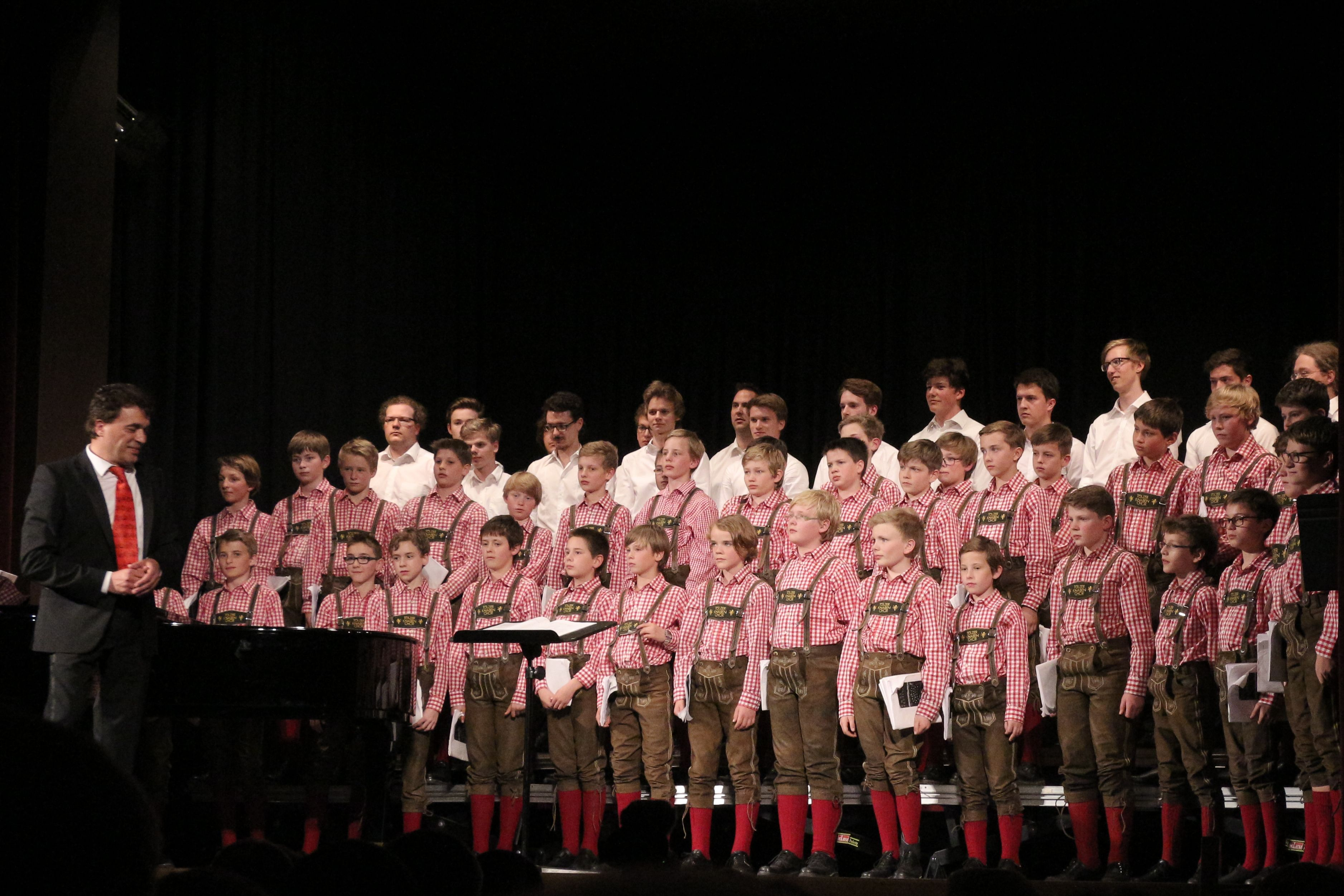
Ralf Ludewig et le chœur, concert à Bad Tölz

Le chœur complet compte autour de 200 enfants divisés en quatre groupes. Le Chœur I, formé par les meilleurs et les plus expérimentés des chanteurs, est celui qui se produit en concert.
Le Chœur II donne également en certaines occasions des concerts publics. En son sein, on prépare les enfants à une maturité artistique afin d'intégrer le Chœur I. Les tests d'aptitude commencent dans les classes primaires dans de nombreux collèges de Munich et des environs. Le Tölzer Knabenchor ne possède aucun internat. Les petits chanteurs reçoivent des cours d'ensemble choral et des cours individuels et ainsi on éveille en eux l'enthousiasme et la passion pour la musique. Au total six chefs de chœur et professeurs de chant s'occupent des enfants. Depuis septembre 2014, la direction générale du chœur est assurée par Helga Schmidt-Gaden, épouse du fondateur, et les co-directeurs artistiques sont Christian Fliegner et Clemens Haudum, en remplacement de Ralf Ludewig.
La règle de base est que chaque enfant doit être capable de chanter comme soliste. Ainsi, par exemple, le chœur peut interpréter des cantates et oratorios de Bach en petite formation, comme cela se faisait au temps du compositeur.

## Répertoire
Le chœur ou les chanteurs solistes participent annuellement à environ 250 concerts et interprétations d'opéras.
Son répertoire aborde la musique vocale depuis le Moyen Âge jusqu'à l'époque contemporaine, des chants traditionnels, madrigaux
et motets, musique religieuse, rôles solistes et chœurs d'enfants d'opéras. Sont légendaires ses interprétations des « trois enfants » dans La Flûte enchantée au cours de plus de 2 000 représentations.
Le chœur a chanté accompagné par de nombreux orchestres de renom, comme l'Orchestre philharmonique de Berlin, l'Orchestre royal du Concertgebouw, l'Orchestre philharmonique d'Israël, l'Orchestre philharmonique de Munich, l'Orchestre de la Beethovenhalle à Bonn, le
Sächsische Staatskapelle de Dresde et l'Orchestre philharmonique de Vienne.
Il a été dirigé par des chefs mondialement célèbres, comme Claudio Abbado, Leonard Bernstein, Karl Böhm, Pierre Boulez, Benjamin Britten, Sergiu Celibidache, Sir John Eliot Gardiner, Sir Colin Davis, Herbert von Karajan, Rafael Kubelík, James Levine, Lorin Maazel, Sir Neville Marriner, Kurt Masur, Karl Richter, Wolfgang Sawallisch, Sylvain Cambreling, Sir Georg Solti et Bruno Weil.
Le chœur est également connu pour sa participation à l'enregistrement des cantates et oratorios de Bach avec Nikolaus Harnoncourt et Gustav Leonhardt.
Le Tölzer Knabenchor a été invité à de nombreuses émissions de télévision pour interpréter des chants traditionnels.
Il a participé également à l'ouverture de la Coupe du monde de football de 2006 en Allemagne le 9 juin de cette année, à l'Allianz Arena de Munich.

## Le son original
Dans l'interprétation fidèle de la musique ancienne, on a l'habitude de considérer l'aspect instrumental, tout en accordant également de l'importance à la fidélité historique du son vocal de chaque époque. La partie de Cantus dans la musique d'église a été chantée par des garçons jusqu'au XXe siècle, et ne comportait pas de voix féminines, ce qui a une incidence sur l'interprétation.
Le Tölzer Knabenchor s'est préoccupé depuis sa fondation de restituer la musique sacrée des époques baroque et classique avec un son adapté au style de ces périodes. De plus, les enfants solistes avec une formation solide rendent possible l'exécution des cantates baroques avec la rigueur historique recherchée. Le Tölzer Knabenchor s'adapte dans sa redécouverte de la musique de Bach à l'effectif instrumental et vocal qui était employé aux XVIIe et XVIIIe siècles.
Gerhard Schmidt-Gaden a de plus prêté attention aux conditions d'exécution de la musique vocale de la Renaissance. L'influence de la polyphonie italienne et en particulier pour les créations d'Andrea Gabrieli sur la musique sacrée allemande aux XVIIe et XVIIIe siècles se reflète clairement dans le répertoire du Tölzer Knabenchor: il comprend tant les messes de Palestrina  et les madrigaux de Monteverdi que toute la musique vocale sacrée d'Heinrich Schütz et les œuvres de Heinrich Ignaz Biber.
La musique de la Renaissance allemande constitue pour Schmidt-Gaden une passion : à côté des œuvres de Schütz, le chœur interprète les motets d'Orlando di Lasso, Hans Leo Hassler et Hermann Scheidt en suivant la partition originale comportant trois chanteurs par voix.
De même, les messes de Joseph Haydn et de Wolfgang Amadeus Mozart ainsi que le Requiem de ce dernier retrouvent une interprétation sonore la plus authentique possible quand les voix de soprano et d'alto sont tenues par des enfants. Le chœur a interprété plusieurs fois et enregistré en disque compact les oratorios de Haydn «La Création» et «Les Saisons».
La variété musicale du chœur et sa capacité d'adaptation se manifestent dans des œuvres maîtresses comme le Stabat mater  de Pergolèse.

## Membres remarquables
Wilhelm Wiedl: issu d'une famille avec une grande tradition musicale, Wilhelm Richard Wiedl a été soprano soliste dans les années 1977-1980. Il a participé au Cycle Monteverdi sous la direction de Nikolaus Harnoncourt à Zurich et il est intervenu comme soliste dans diverses Cantates de Bach, également dirigées par Harnoncourt (Teldec); entre autres, les BWV 69, 69 A, 80, 93, 94, 95 et 110. Il a étudié au Conservatoire Richard Strauß de Munich et a reçu divers prix. Il a chanté dans des opérettes au Stadttheater Würzburg. Actuellement il chante surtout des opérettes et participe à de nombreuses tournées en Allemagne. Il intervient dans des programmes télévisés de musique traditionnelle, souvent associé avec sa sœur Angela, fameuse chanteuse de Yodel.
Seppi Kronwitter: Josef (Seppi) Kronwitter (né en 1964 à Sachsenkam, Allemagne), a reçu ses premières leçons de musiques à cinq ans à l'École de Musique et de chant de Bad Tölz. Quatre ans après il est entré au Tölzer Knabenchor et a chanté comme soliste sous la direction de chefs célèbres comme Herbert von Karajan, Karl Böhm, Wolfgang Sawallisch, Sergiu Celibidache et beaucoup d'autres. Il est intervenu dans les festivals de Salzbourg, Munich et Bayreuth et sur des scènes d'opéra de toute l'Europe. En 1976 il a enregistré des parties de soprano soliste dans le cycle des Cantates de Nikolaus Harnoncourt (BWV 52, 54, 55, 56, 58 et 61). Il a étudié la trompette et le chant à Munich et actuellement il dirige la Musique Municipale de Bad Tölz.
Allan Bergius: né en 1972 à Munich, est membre d'une famille de musiciens, grâce à laquelle il est entré très tôt au contact de cet art. De 1978 à 1980 il a étudié le violoncelle avec Heinrich Klug, soliste de l'Orchestre philharmonique de Munich. À partir de 1980 il a été soprano soliste du chœur et durant les sept années suivantes il s'est produit sous la direction d'Herbert von Karajan, James Levine, Wolfgang Sawallisch et Nikolaus Harnoncourt, entre autres, et a entrepris des tournées en Europe, Israël et les États-Unis. Il a participé au Cycle des Cantates de Bach sous la direction d'Harnoncourt, dont on peut noter ses interventions solistes dans les cantates BWV 124, 130, 131, 140, 146, 147, 155, 173, etc., en plus de l'Oratorio de Noël (DVD, DGG - 1982). En 1984 il a été soliste dans la Symphonie nº 4 de Gustav Mahler avec l'Orchestre philharmonique de Vienne dirigé par Leonard Bernstein. En 1985 il a créé un orchestre de chambre, la Camerata Juvenalis, qu'il a dirigé durant neuf ans. Il a terminé brillamment ses études de violoncelle et a donné des cours de direction d'orchestre, dont il fait actuellement sa profession. Sa carrière a été marquée par de nombreux prix. Actuellement il est directeur du théâtre de Mönchengladbach.
Barbara Schmidt-Gaden: fille de Gerhard Schmidt-Gaden, elle a reçu sa première formation musicale au sein du Tölzer Knabenchor; elle était connue comme "Die Knäbin" car elle était la seule fille appartenant au chœur. À dix ans, elle a été engagée pour la première fois dans le rôle du "troisième enfant" de La Flûte enchantée. Dans ce rôle, elle a réalisé de nombreuses tournées à Salzbourg, Lyon, Bordeaux, Tel Aviv et la Scala de Milan. Elle a étudié le chant à Genève, Berne et à l'École de l'opéra de Mannheim. Elle a gagné de nombreux prix et a reçu une bourse de l'Association Richard Wagner. Depuis elle a joué dans Nancy (Albert Herring) à Baden-Baden et Mannheim, dans Rosina du barbiere di Siviglia, etc. Depuis 2001 elle est membre du théâtre de l'opéra Staatstheater am Gärtnerplatz.
Panito Iconomou: Panajotis (Panito) Iconomou est né à Munich en 1971 et est entré à 9 ans dans le chœur. Il a chanté son premier solo à Cologne en l'œuvre de Benjamin Britten A Ceremony of Carols. Il a fait des tournées avec le chœur en Allemagne, Italie, France, Israël, Pologne et Autriche jusqu'à la mue de sa voix en 1986. Comme soliste il est intervenu dans la Messe en si Mineur de Bach (Andrew Parrot, Emi) et dans les Cantates 163-178 (Nikolaus Harnoncourt, Teldec). Il a été également contralto soliste dans une mémorable production de la télévision autriachienne ORF de la Passion selon saint Jean de Bach (Graz, Festival Styriarte) qui lui a valu le prix Diapason d'Or. En ce qui concerne ses rôles à l'opéra, on peut citer Feuersnot de Richard Strauss avec Bernd Weikl et Julia Varady, "troisième enfant" de La Flûte enchantée dans divers théâtres, Zéphyr dans Apollo und Hyacinthus de Wolfgang Amadeus Mozart avec Helmut Müller-Brühl et Gerhard Schmidt-Gaden, entre autres.
Panajotis Iconomou est aujourd'hui baryton-basse et a rejoint à nouveau le Tölzer Knabenchor en 1988.
Helmut Wittek: Helmut Wittek (1973) a été membre du chœur de Tölz comme soliste et professeur entre les années 1980 et 1996. Il a participé au  Cycle des Cantates dirigées par Nikolaus Harnoncourt et est intervenu comme soliste dans les BWV 167, 171, 183, 185, 186 et 196, entre autres. Il a également collaboré avec Harnoncourt dans la Passion selon Saint Jean (dvd) de Bach et La Chauve-souris de Strauß (prince Orlofsky). Il est intervenu comme soliste dans le premier des trois disques qui composent l'enregistrement de Capriccio des Petits Concerts Spirituels de Schütz sous la direction de Gerhard Schmidt-Gaden. Il a chanté aussi dans la Symphonie nº 4 de Mahler avec l'Orchestre royal du Concertgebouw d'Amsterdam (Leonard Bernstein).
Actuellement, Helmut Wittek travaille comme ingénieur du son.
Christian Fliegner: il est né en 1976 à Bad Tölz et a été admis dans le chœur à huit ans. Son talent vocal s'est fait rapidement remarquer. C'est ainsi qu'August Everding lui a confié une partie de soliste de la comédie musicale Oliver Twist. Il a chanté L'oiseau du bois dans une production de Siegfried dirigée par Michael Gielen et rapidement on lui a donné la partie de premier enfant dans La Flûte enchantée de Mozart (Munich, Hambourg). Il a été également Amore dans l'enregistrement de Orphée et Eurydice de Gluck avec Hartmut Haenchen, soprano soliste dans l'Oratorio de Noël de Bach et dans plusieurs productions de la Passion selon saint Matthieu du même compositeur (télévision et cd) dirigée par Sigiswald Kuijken et Gustav Leonhardt. On peut citer également son Yniold dans une production de Pelléas et Mélisande de l'opéra de Nice et les enregistrements des Petits Concerts Spirituels de Heinrich Schütz, Cantates de Dietrich Buxtehude, plusieurs Flûtes et le rôle de Melia dans Apollo und Hyacinthus de Mozart. Il est intervenu également dans le Concours Eurovision de la chanson et dans un film avec Grit van Jüten et René Kollo.
Depuis 2004 il est professeur au Tölzer Knabenchor et fait des enregistrements comme ténor soliste, par exemple dans le Parsifal de Claudio Abbado à Salzbourg et la musique chorale religieuse de Heinrich Schütz (Capriccio).
Matthias Schloderer: Matthias Schloderer est né le 25 avril 1983 à Munich et en 1990 a commencé sa formation de chanteur au Tölzer Knabenchor. Comme alto soliste il s'est produit à l'Opéra lyrique de Chicago, à l'opéra de Tel Aviv, l'Opéra d'État de Hambourg, les théâtres de Berlin et Munich, le Festival de Salzbourg et dans de nombreuses salles de concerts en Europe. À douze ans il était déjà intervenu comme choriste et soliste dans des concerts sous la direction de personnalités telles que Abbado, Barenboim, Christoph von Dohnányi et Lorin Maazel.
Depuis 1999 il chante comme ténor et les divers concerts l'ont conduit à Boston, Budapest, La Havane, Paris, Tokyo et Vienne.
Il est intervenu comme ténor et ‘’quinta vox’’ dans l'enregistrement des Psaumes pénitentiels de David de Orlando di Lasso (I-III) sous la direction de Gerhard Schmidt-Gaden. Matthias Schloderer est le fondateur et le directeur musical de l'ensemble a capella « The Quartbreakers », qui est composé de sept anciens petits chanteurs de Tölz.
Andreas Burkhart: Andreas Burkhart, né le 6 décembre 1984 à Munich, a été alto au Tölzer Knabenchor de 1992 à 1999. Il a chanté dans diverses salles de concerts et théâtres en Europe, dont on peut citer les Opéras d'État de Hambourg, Berlin, Munich, Vienne et Amsterdam et le Festival de Salzbourg. Il a travaillé avec Claudio Abbado, Lorin Maazel, James Levine et Zubin Mehta, entre autres; il a participé à des enregistrements discographiques et a travaillé pour la radio comme soliste et chanteur du chœur, par exemple dans les Motets de Johann Sebastian Bach, la « Musique Chorale Religieuse » de Heinrich Schütz (1999) et déjà comme basse dans les Psaumes pénitentiels de David de Orlando di Lasso (II Parte, 2004). De 2002 à 2005 il a été membre de la Bayerische Singakademie. En 2005 et 2006, il a remporté le Premier Prix de « Jugend musiziert » (concours musical pour les jeunes d'Allemagne) dans la catégorie « Chant Soliste ». Depuis 2005, il étudie le chant avec Frieder Lang. Il a assisté à de nombreux cours recevant des bourses de diverses organisations comme l'Académie de Musique Européenne. Actuellement il continue de chanter dans le Tölzer Knabenchor.
Stefan Pangratz: par la pureté unique de sa voix et son impressionnante technique, Stefan a été un enfant soprano extraordinaire. Bien que sa voix n'ait pas la plénitude ni la force de celle de Christian Fliegner, il nous séduit en combinant fraîcheur et enthousiasme. Il est intervenu comme soprano soliste dans le Motet de Bach Jesu, meine Freude (1996) et dans la Geistliche Chormusik de Schütz (1998).
Ludwig Mittelhammer: issu d'une famille de grande tradition musicale, Ludwig a été premier soliste autour de l'année 2000. Cette année-là a eu lieu une tournée pleine de succès au Japon où il a chanté de manière magistrale le Mirjams Siegesgesang de Schubert et le fameux quartuor de La Flûtea Enchantée (comme Pamina). Parmi ses enregistrements, il faut citer La Damnation de Faust de Berlioz (Opéra d'État de Berlin - 2000), Gabrieli Superiore (1999)  et le disque de Bach Preludi ai corali avec le Quartetto italiano di viole da gamba. Actuellement il chante dans la section des hommes du Tölzer Knabenchor.
Robin Schlotz: Robin Schlotz, né le 31 mai 1992, a été membre du Tölzer Knabenchor entre mai 2000 et mars 2006 et est devenu rapidement premier soliste. Il a interprété le rôle de l'un des trois enfants de La Flûte enchantée de Mozart à Avenches (Arena von Aventicum), Rome (Teatro dell´Opera), Berlin (Deutsche Oper) et Munich (Nationaltheater). Au Nationaltheater, il a chanté le rôle de « Pastor » dans « Tannhäuser ». En juillet 2003, il a participé à la création mondiale de l'opéra de Jörg Widmann « Gesicht im Spiegel » (Munich, Cuvilliérs-Theater) et sa prestation a été qualifiée par la critique spécialisée de légendaire.
Schlotz est connu pour avoir été un des solistes du chœur de Tölz qui a dominé l’air de la reine de la nuit (La Flûte enchantée), morceau rempli de difficultés et qui exige une grande maîtrise pour pouvoir être chanté correctement.
Alexander Lischke: a été un des meilleurs solistes du Tölzer Knabenchor entre les années 2002 et 2006. Il a quitté le chœur en novembre 2006 au moment du changement de sa voix.

### Solistes actuels ou très récents
Andreas Mörwald: il est né le 22 mars 1994. Il a joué Yniold dans l'opéra Pelléas et Mélisande de Claude Debussy à Hambourg (2005) et Berlin (2008) et comme enfant de La Flûte enchantée à Venise et Édimbourg (Claudio Abbado - 2006). Il a également été soliste dans l'Oratorio de Noël (Cologne, Gerhard Schmidt-Gaden). En septembre 2007, il a chanté dans la Symphonie nº 4 de Mahler et Blaumeer de Helmut Oehring avec le Philharmonique de Berlin. En février 2008, il a été soprano soliste dans la Messe en si mineur de Bach (Francfort - Paolo Carignani). En avril il a repris le rôle d'Yniold au Staatsoper de Berlin sous la direction de Sir Simon Rattle. En septembre, il a été soprano soliste dans les Vêpres Solennelles d'un Confesseur de Mozart au Festival Klang & Raum de Irsee. On doit souligner son intervention soliste lors d'un concert qui a eu lieu à Munich en novembre 2008: la présentation d'un disque gravé en août de cette année et apparu en octobre 2010; il contient des motets à deux chœurs de la famille Bach. En décembre, il est intervenu comme soprano, mezzo et alto soliste dans l'Oratorio de Noël de Bach en Californie (Los Angeles et Santa Monica) sous la direction de Martin Haselbock. En février 2009, il a repris le rôle d'Inyold à Hambourg. En juillet de cette même année s'est produite la mue de sa voix. Actuellement il fait partie du chœur des hommes.
Frederic Jost: membre du Tölzer Knabenchor (contralto) de 2000 à 2008, Frederic Jost a été un soliste remarqué. Il a interprété le rôle de l'un des enfants de La Flûte enchantée à la Arena de Anenches, au Teatro Lírico de Cagliani et dans les opéras d'État de Hambourg et Munich. Il a joué Yniold dans toutes las représentations de Pelléas et Mélisande de Debussy à l'Opéra d'État de Berlin durant la saison 2003-2004. Il a participé à l'enregistrement du second volume des Psaumes Pénitentiels de David de Orlando di Lasso. Il a été un soliste brillant dans l'Oratorio de Noël (2005 et 2006) et offert une exécution magistrale des parties de contralto dans la Messe en si mineur de Bach lors du concert de clôture du Festival Bach de Leipzig 2007. En 2009, il a rejoint la section des hommes (basse).
Autres solistes:
- Eric Price (jusqu'en février 2008, actuellement dans le chœur des hommes).
- Simon Bohrenfeldt (jusqu'en mai 2009).
- Alexander Rampp (jusqu'en mai 2009, actuellement dans le chœur des hommes).
- Jörg Lehne (jusqu'en septembre 2009).
- Jonas Häussler (jusqu'en février 2010).
- Felix Palm (jusqu'en mars 2010, actuellement dans le chœur des hommes).
- Markus Althanns (jusqu'en janvier 2011).
- Alexander von Both (jusqu'en juin 2011).
- Johannes Möhrle (jusqu'en juin 2011).
- Leopold Lampelsdorfer (jusqu'en 2012).
- Daniel Krähmer (jusqu'en 2012).
- Julius Steinbach (jusqu'en 2012).
- Lionel Wunsch (jusqu'en 2017).
- Elias Mädler (jusqu'en 2017).

## Récompenses
- 1973 Prix allemand du disque (de) -Pour: Johann Sebastian Bach, Oratorio de Noël
- 2003 ECHO-Klassik, Diapason d’Or et Choc du Monde de la Musique - Pour: Orlando di Lasso, Psaumes de Pénitence de David
- 2007 Diapason d'Or - Pour: Johann Sebastian Bach, Passion selon saint Jean (DVD, avec Nikolaus Harnoncourt)

## Discographie
Quelques-unes des principales productions discographiques du chœur :
- Johann Sebastian Bach
  - plus de cent Cantates (Harnoncourt, Leonhardt).
  - Oratorio de Noël (Cd avec le Collegium Aureum et DVD avec Nikolaus Harnoncourt)
  - Magnificat (Collegium Aureum)
  - 6 Motets (Gerhard Schmidt-Gaden)
  - Motets de la famille Bach.
  - Messe en si mineur (Robert King).
  - Passion selon saint Jean (DVD, Nikolaus Harnoncourt).
  - Passion selon saint Matthieu (Gustav Leonhardt).
- Orazio Benevoli 
  - Missa Tira Corda.
  - Missa Salisburgensis (avec la Escolania de Montserrat)
- Benjamin Britten
  - War Requiem[11]
- Christoph Willibald Gluck
  - Orfeo ed Euridice (Christian Fliegner soprano soliste).
- Franz Joseph Haydn
  - Plusieurs Messes
  - Oratorio Les Saisons.
  - Oratorio La Création.
- Michael Haydn
  - Cantata Festiva Aplauso
- Gustav Mahler
  - Symphonie nº 4 (Helmut Wittek: soprano soliste)
  - Symphonie nº 8
- Wolfgang Amadeus Mozart
  - Apolo y Jacinto
  - Canons (ce disco contient aussi des motets de Mendelssohn).
  - La Flûte enchantée (plusieurs versions en cd et dvd).
  - Plusieurs Messes
  - Requiem (avec le Collegium Aureum et avec Tafelmusik).
- Modeste Moussorgski
  - Boris Godounov
- Carl Orff
  - Carmina Burana
  - Weihnachtsgeschichte[12]
- Giovanni Battista Pergolesi
  - Stabat mater, Salve regina
- Robert Schumann
  - Scènes de Faust de Goethe
- Heinrich Schütz
  - Geistliche Chormusik
  - Kleine Geistliche Konzerte
- Johann Strauss
  - Valses et polkas
  - La Chauve-souris (Helmut Wittek: soprano soliste).
- Josquin des Prés
  - Motets

Musique traditionnelle: 
- Der Tölzer Knabenchor singt seine größten Erfolge
- Frühling-Sommer-Herbst u. Winter
- Der Tölzer Knabenchor singt seine schönsten Volkslieder
- Lieder der Alpen
- Das Wandern ist des Müllers Lust
- Volkslieder avec Robert Stolz
- Volkslieder avec Herman Prey
- Hoppe Hoppe Reiter – Die schönsten Kinderlieder
- Altbayerische Weihnacht
- Bergweihnacht
- Lieder zum Advent
- Ihr Kinderlein kommet / ´s Christkind kommt bald